# Bonvillard

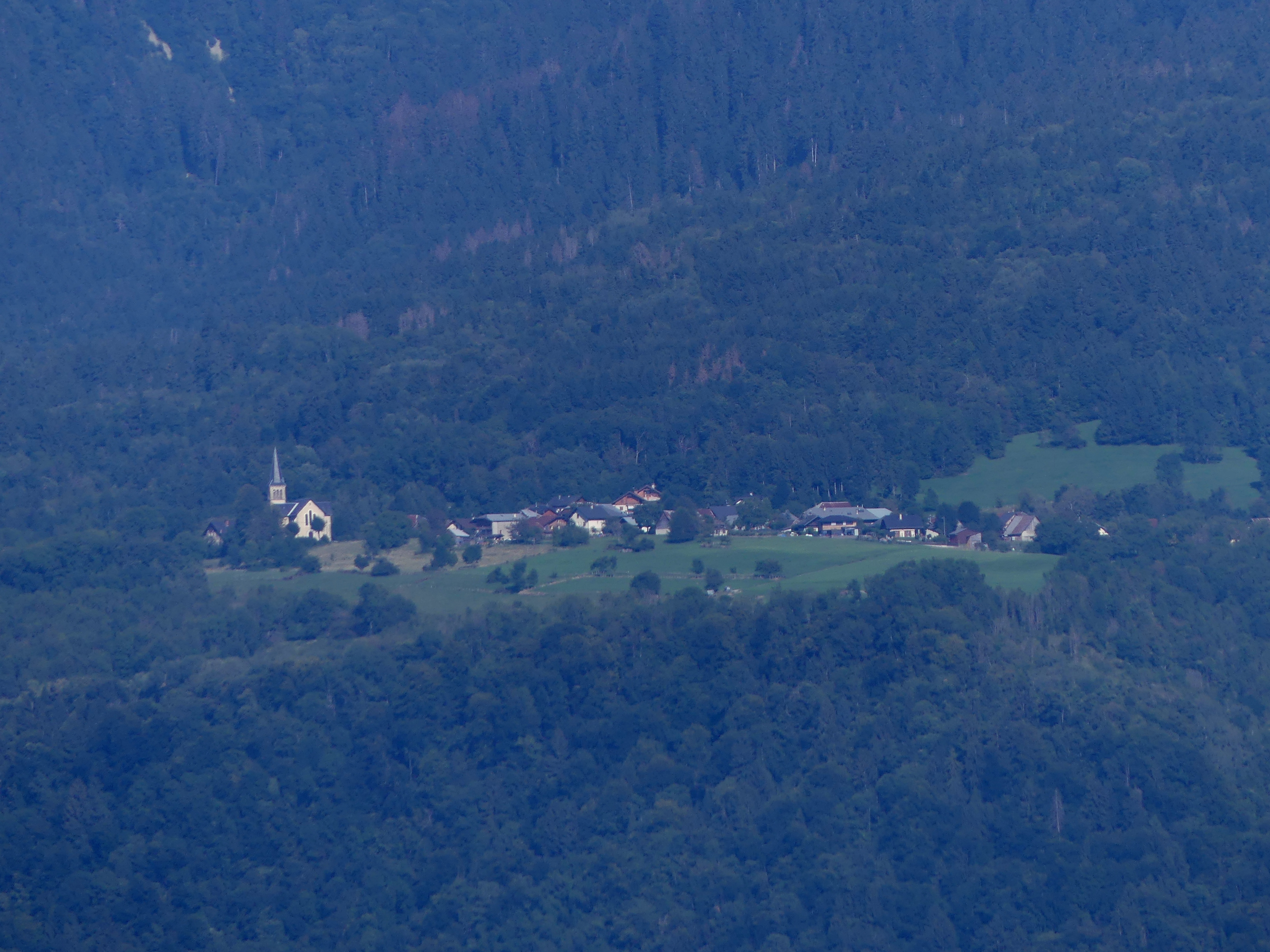
Bonvillard

Bonvillard ist eine französische Gemeinde mit 352 Einwohnern (Stand: 1. Januar 2022) im Département Savoie in der Region Auvergne-Rhône-Alpes. Bonvillard gehört zum Kanton Albertville-2 (bis 2015: Kanton Grésy-sur-Isère) im Arrondissement Albertville und ist Mitglied im Gemeindeverband Communauté de communes de la Haute Combe de Savoie.

## Geografie
Bonvillard liegt etwa 29 Kilometer ostnordöstlich von Chambéry und etwa zwölf Kilometer südwestlich von Albertville. Umgeben wird Bonvillard von den Nachbargemeinden Sainte-Hélène-sur-Isère im Norden, Saint-Paul-sur-Isère im Osten, Montsapey im Südosten, Bonvillaret im Süden sowie Aiton im Westen.

## Bevölkerungsentwicklung
| Jahr                       | 1954 | 1962 | 1968 | 1975 | 1982 | 1990 | 1999 | 2006 | 2013 |
| -------------------------- | ---- | ---- | ---- | ---- | ---- | ---- | ---- | ---- | ---- |
| Einwohner                  | 348  | 323  | 307  | 255  | 215  | 236  | 247  | 332  | 350  |
| Quellen: Cassini und INSEE |      |      |      |      |      |      |      |      |      |